# 中山太郎 (民俗学者)
中山 太郎（なかやま たろう、本名：中山 太郎治、明治9年（1876年）11月13日 - 昭和22年（1947年）6月13日）は、柳田國男・折口信夫らと同時代に活躍した栃木県出身の民俗学者。

## 年譜
- 1876年11月13日 - 栃木県足利郡梁田村大字梁田（現足利市梁田町）で雑貨商を営む相場吉蔵・テウ夫妻の9人兄弟の3男として生まれた（戸籍上は次男）。相場家は村内でも旧家であり、太郎の祖父の代で十一代目に当たる。父の吉蔵は次男であったため分家し、村内で材木以下、何でも扱う商店を経営していた。母のテウは梁田村の隣村・福富村の生まれ。先妻の死後、後妻として吉蔵の元へ嫁いだ。父の吉蔵は、店の経営を完全に妻に任せ、自分はもっぱら神道指南などの講義を行う毎日を送っていた。吉蔵は平田篤胤の熱狂的な信者であったという[1][2]。
- 1882年 - 徴兵凌ぎのため廃家を興すこととなり、中山姓を名乗る。同年、梁田尋常小学校設立。太郎も通うようになるが、生来の左利きのため習字や図画が上手くできず、不登校となり卒業できなかった[3]。
不登校になってからは、家事手伝いの傍ら、父吉蔵から古典のスパルタ教育を受けながら育った。
- 1891年ころ - 吉蔵と対立し実家を出る。
- 1894年 - 吉蔵と和解し帰宅を許されたが、6月30日吉蔵57歳で死去。
- 1896年4月20日 - 母テウ49歳で死去。
- 1897年1月 - 養子の身でありながら、両親の遺産を受け取ったため、東京の大学へ進学しようと上京する。のち東京専門学校（現早稲田大学）法科に入学し卒業。
- 1901年 - 俳諧で身を立てようと岡野知十門下に入る。この頃、最初の結婚をし、一男を儲ける。
- 1903年 - 「電報新聞社」に入社するが長続きせず、その後「下野日々」の記者として宇都宮へ転居した。だが、ここも長続きせず、再び上京して「報知新聞社」へ移る。
- 1904年 - 日露戦争の従軍記者となるにあたり離婚する。これより2年近くに渡り、北清地方を転々とする。復員後は東京や大阪での新聞記者生活の傍ら、歴史や風俗に関する著作を読み漁る日々を送る。
- 1909年 - 寸美会から『日本売笑史附吉原の沿革』を刊行。
- 1913年 - 柳田國男の「郷土研究」に触れ感銘し、これこそが自分の進むべき道と確信する。
- 1914年 - 報知新聞社を退社。大阪から東京へ戻り、その足で柳田國男を訪問する。同年、柳田の口利きで博文館へ入社。博文館の編集局長・長谷川天渓（誠也）は柳田の友人であった。この頃より「郷土研究」「風俗画報」「歴史地理」に長編を掲載し始める。
- 1915年春 - 本郷春木町の古書店でニコライ・ネフスキーと知り合う。同じ頃、折口信夫を知る。
- 1917年3月 - 「郷土研究」が休刊。「趣味之友」「土俗と伝説」に発表の場を求める。
- 1918年6月 - 再婚する。南里幸枝（1914年生まれ）を養女とする。
- 1922年4月18日 - 植物研究所への資金を募るため上京した南方熊楠を訪問。
- 1923年9月1日 - 関東大震災に遭い、神田にあった自宅が全焼。
- 1926年 - 『土俗私考』『日本民俗志』を刊行。同年、南方の『南方随筆』の編集を任されていた中山が同書の巻末に寄せた「私の知っている南方熊楠氏」という一文が原因で柳田と不仲となる[4]。
- 1928年 -　『日本婚姻史』を刊行。
- 1930年 -　『日本巫女史』『日本若者史』を刊行。
- 1933年4月 - 東洋大学講師となる。多年に渡り収集した民俗学カードを元にして『日本民俗学事典』を刊行。
- 1934年 - 20年来の研究テーマであった盲人研究を『日本盲人史』として刊行。12月8日、出版祝賀会の挨拶で折口信夫を批判したことから折口が激怒する。
- 1935年 -  「民間伝承の会」が設立。7月『愛欲三千年史』を刊行。民俗学の主流からますます離れていく。8月21日、養女・幸枝が死去。
- 1941年 - 『歴史と民俗』『伝統と民俗』翌年には『生活と民俗』『国体と民俗』を刊行。
- 1943年 - 空襲を避けて郷里足利へ妻マスと養子省吾（太郎と前妻の長男の次男つまり孫）とともに疎開。母の生家があった福富村の御厨神社境内で生活。
- 1945年 - 終戦後は、農作業をしながら万葉集の民俗学研究をはじめる。
- 1947年6月13日 -　糖尿病による腎臓炎で死去。遺骸は菩提寺・長福寺に葬られた。

（没後）
- 1962年 - 最後の研究であった万葉集研究が『万葉集の民俗学的考察』として刊行される。
- 1968年10月12日 - 妻マス死去。

## 中山民俗学
民俗学研究の一般的手法であるフィールドワークを殆ど行わず、史料文献を多用する研究方法から自らの学問を歴史的民俗学と称した。
中山民俗学の基礎は、上京後に図書館通いを続けあらゆる地誌類を読み作り上げた三万枚ものカードであった。柳田國男に「上野の図書館の本を全て読もうとした男」と怖れられるほどの読書家でもあった。
中山は研究者として執筆活動に専念した五十歳のころに売笑・婚姻・巫女・若者・盲人・祭礼・信仰・葬儀・伝説・職人の十種の研究を上古から現代まで民俗資料をもとにして編年史を纏め上げる壮大な野望を持った。うち五つは完成させた。
柳田國男は中山の『日本巫女史』を評価しつつも「（前略）欠点をいふならば読んで余りに面白いこと、もしくは史料が雑駁に過ぎて、強ひて価値不同の事実を継合せて、急いで堂々たる体系を備へようとした点であらう（後略）」と述べている。
また南方熊楠も方法論について「中山太郎氏は小生毎度いろいろ世話になる人なり。しかしながら、この人は多忙の人ゆえ、いろいろと氏得意のカード調べに間違い多し。氏の書いたことは出処の沙汰はなはだおろそかなり。（中略）氏の『日本巫女考』ははなはだ有益なるものなり。しかし麁笨なることも多し。」(原文のママ)と辛辣な意見を述べている。
中山は「ジャーナリストの悪いところだけ受け容れて、間口ばかりで奥行のない人間となってしまひ」とこうした批判を認めるようなことも書いている。

## 交遊関係
「郷土研究」初期から柳田國男の門下に入ったが、柳田が避けた性や差別に関する研究論文も数多い。また柳田についた多くの者が郷里の民俗を柳田に報告していたのにも拘わらず、中山はそれを殆ど行わなかった。
自らの研究は何かと彷徨し、漸く民俗学という学問に出会った中山であったが、その研究領域は民俗学の型にはとても収まりきれないものであった。大正末年に南方熊楠と出会い以降は南方とより親交を結ぶようになるのも当然であった。それを南方と「郷土研究」の編集を巡って絶縁していた柳田が良く思う訳もなく、『南方随筆』を任されていた中山が同書の巻末に寄せた「私の知っている南方熊楠氏」に対して柳田がついに激怒し、文通を絶っていた南方に九年ぶりに書簡を送るまでしている。この一文は1910年に逮捕された南方が釈放された時に柳田と飲んでどんちゃん騒ぎしたと言うもので、内容は出鱈目であったらしいが、南方が怒っても柳田が怒るような内容ではなかった。しかし、この時を境に中山と柳田の溝は深くなり、中山の死の数年前からは完全に絶縁状態となっていた。
柳田が水木直箭宛のはがきで中山を思い出し「中山太郎君今ハ可惜行方不明になり申候」と送ったのは中山の死の二年後であった。
また折口信夫とも1915年頃に知り合い良好な関係を築いていたが、1933年に中山の『日本盲人史』の出版祝賀会が開かれ、その挨拶で中山は折口が、久我家文書を入手しているに拘わらず意地悪をして自分に見せてくれないと皮肉交じりの挨拶をした。それに対し折口は、その場で湯呑み茶碗を鷲掴みにしたまま壇上に上がって、片手に久我家文書を持って自分もこの資料は利用せず焼き捨てると激憤した。この時中山は、聴衆の前に出て素直に言い過ぎを謝って落着したが、その会が終わったあとも折口は、助手の波田郁太郎に「決闘を申しこんでやろうかと思った」とまで言い怒りが収まらなかったという。
中山が折口に陳謝したため、折口は久我家文書を中山に貸してやり、それを元に十一年『続日本盲人史』を刊行し、これを折口に捧げた。この一件は國學院の郷土研究会とも溝を生むことになり、これ以降折口との交渉も途絶えてしまった。

## 著書

### 単著
- 『日本売笑史』寸美会、1906年4月。
- 『土俗私考』坂本書店、1926年3月。
- 『日本民俗志』総葉社、1926年6月。
- 『売笑三千年史』春陽堂、1927年12月。
  - 中山太郎『売笑三千年史』京口元吉校訂（改訂増補版）、日文社、1956年2月。
  - 中山太郎『売笑三千年史』筑摩書房〈ちくま学芸文庫〉、2013年7月。ISBN 9784480095541。
- 『日本婚姻史』春陽堂、1928年12月。NDLJP:1453413。
- 『祭礼と風俗』地平社書房〈民俗芸術叢書〉、1929年7月。
- 『日本巫女史』大岡山書店、1930年3月。
  - 『日本巫女史』国書刊行会、2012年6月。ISBN 9784336054937。
- 『日本若者史』春陽堂、1930年7月。NDLJP:1448723 NDLJP:1453412。
- 『日本民俗学』 風俗篇、大岡山書店、1930年10月。NDLJP:1449491 NDLJP:1466416。
- 『日本民俗学』 神事篇、大岡山書店、1930年10月。NDLJP:1449486 NDLJP:1466404。
- 『日本民俗学』 歴史篇、大岡山書店、1930年11月。NDLJP:1449495 NDLJP:1466424。
- 『日本民俗学』 随筆篇、大岡山書店、1931年1月。NDLJP:1449499 NDLJP:1466435。
- 『日本民俗学論考』一誠社、1933年2月。NDLJP:1466419。
- 『日本民俗学辞典』昭和書房、1933年11月。NDLJP:1443868 NDLJP:1453383。
  - 『日本民俗学辞典 補遺』昭和書房、1935年9月。NDLJP:1443883 NDLJP:1453354。
- 『日本盲人史』昭和書房、1934年7月。NDLJP:1920879。
  - 『続日本盲人史』昭和書房、1936年8月。NDLJP:1920855。
- 『愛慾三千年史』サイレン社、1935年8月。NDLJP:1460486。
- 『民俗点描』人文書院、1937年11月。NDLJP:1463788。
- 『歴史と民俗』三笠書房〈現代叢書 9〉、1941年6月。NDLJP:1460023。
- 『伝統と民俗』三友社、1941年9月。NDLJP:1460022。
- 『生活と民俗』三笠書房〈現代叢書 23〉、1942年6月。NDLJP:1460025。
- 『戦争と生活の歴史』弘学社、1942年7月。NDLJP:1460046。
- 『国体と民俗』東洋堂、1942年12月。NDLJP:1460021。
- 『学界偉人 南方熊楠』冨山房、1943年1月。NDLJP:1057833。
- 『信仰と民俗』三笠書房、1943年9月。NDLJP:1040027。
- 『万葉集の民俗学的研究』校倉書房、1962年1月。
- 礫川全次 編『中山太郎土俗学エッセイ集成 タブーに挑む民俗学』河出書房新社、2007年3月。ISBN 9784309224626。

### 編著
- 『校註 諸国風俗問状答』東洋堂、1942年10月。NDLJP:1460055。

### 校訂
- 為永春水『梅こよみ・春告鳥』博文館〈帝国文庫 第24篇〉、1928年9月。NDLJP:1181381。